# Quán Hành
Quán Hành là thị trấn huyện lỵ của huyện Nghi Lộc, tỉnh Nghệ An, Việt Nam.
Thị trấn Quán Hành có diện tích 3,9 km², dân số năm 2007 là 5.114 người, mật độ dân số đạt 1.311 người/km².
Theo thống kê năm 2019, thị trấn Quán Hành có diện tích 3,9 km², dân số là 6.197 người, mật độ dân số đạt 1.589 người/km².